# سنجاب بزرگ آفریقایی
سنجاب غول‌پیکر آفریقایی (نام علمی: Protoxerus) نام یک سرده از تبار سنجاب درختی آفریقایی است.

## گونه‌ها
- Subgenus Protoxerus - سنجاب بزرگ جنگلی
- Subgenus Allosciurus - سنجاب دم‌باریک